# Diego Arbelo
Diego Arbelo Garcia (Montevideo, 19 agosto 1994) è un rugbista a 15 uruguaiano, che gioca nel ruolo di pilone nel Montevideo Cricket Club.

## Biografia
Arbelo ha sempre giocato nel campionato nazionale uruguaiano, vestendo prima la maglia del Circulo de Tenis Montevideo e poi quella Montevideo Cricket Club. 
La sua prima convocazione nell'Uruguay risale al 2016 in occasione del Campionato sudamericano di rugby 2016, torneo nel quale disputò un totale di tre incontri. Successivamente, lo stesso anno, giocò anche contro Spagna e Romania durante la Nations Cup. Ad inizio settembre 2019 è inserito nella rosa della nazionale uruguaiana per affrontare la Coppa del Mondo di rugby 2019.